# Маньково (Левцовский сельский округ)
Маньково — деревня в Ярославском районе Ярославской области. Входит в состав Заволжского сельского поселения.

## География
Находится в восточной части Ярославской области на расстоянии приблизительно 13 км на север-северо-восток по прямой от станции Филино.

## История
В 1859 году здесь (деревня Ярославского уезда Ярославской губернии) было учтено 8 дворов, в 1898 — 9.

## Население
Численность населения: 74 человека (1859 год), 0 как в 2002 году, так и в 2010.